# Doumely-Bégny
Doumely-Bégny is een gemeente in het Franse departement Ardennes in de regio Grand Est en maakt deel uit van het arrondissement Rethel. De gemeente telde 78 inwoners op 1 januari 2022.

## Geschiedenis
Doumely-Bégny maakte deel uit van het kanton Chaumont-Porcien tot het op 22 maart 2015 werd opgeheven en de gemeenten werden opgenomen in het kanton Signy-l'Abbaye.

## Geografie
De oppervlakte van Doumely-Bégny bedraagt 7,8 vierkante kilometer; Op 1 januari 2022 was de bevolkingsdichtheid 10 inwoners per km².
De onderstaande kaart toont de ligging van Doumely-Bégny met de belangrijkste infrastructuur en aangrenzende gemeenten.

## Demografie
Onderstaande figuur toont het verloop van het inwonertal.
Vanwege een beveiligingsprobleem met de MediaWiki Graph-software is het momenteel niet mogelijk deze grafiek weer te geven. Zodra de software is bijgewerkt zal de grafiek vanzelf weer zichtbaar worden.

## Bezienswaardigheden

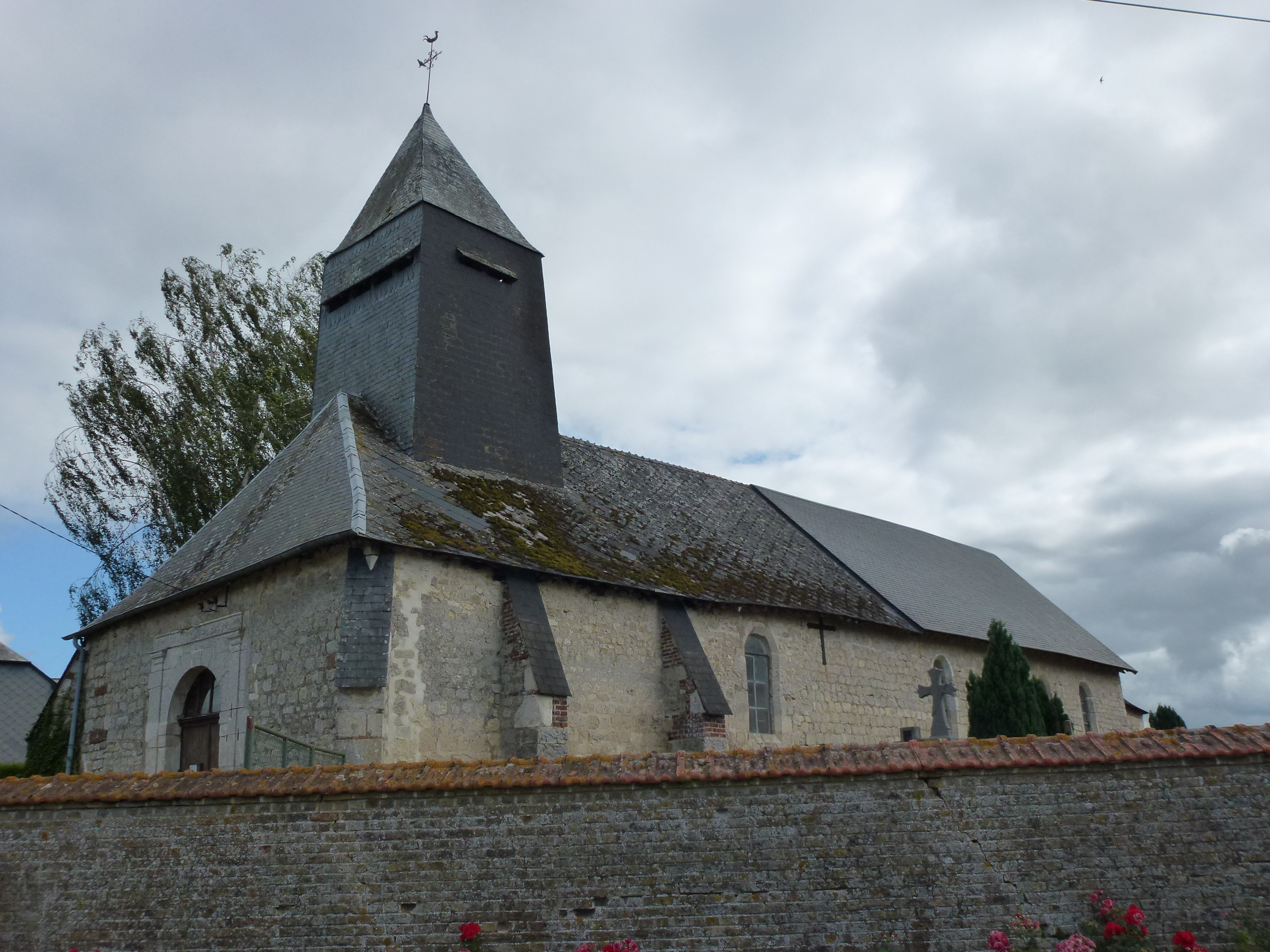
Kerk Saint-Rémi van Doumely
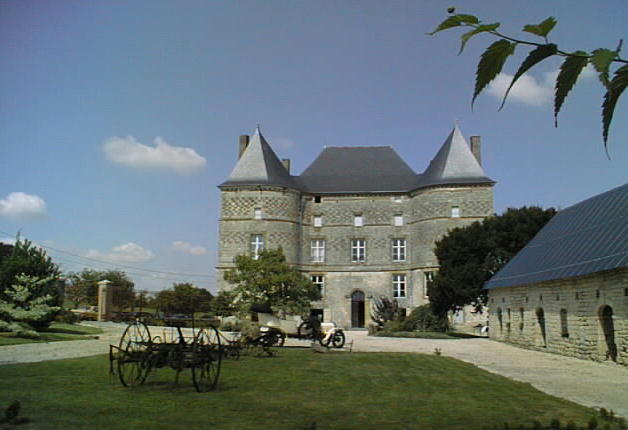
Kasteel van Doumely
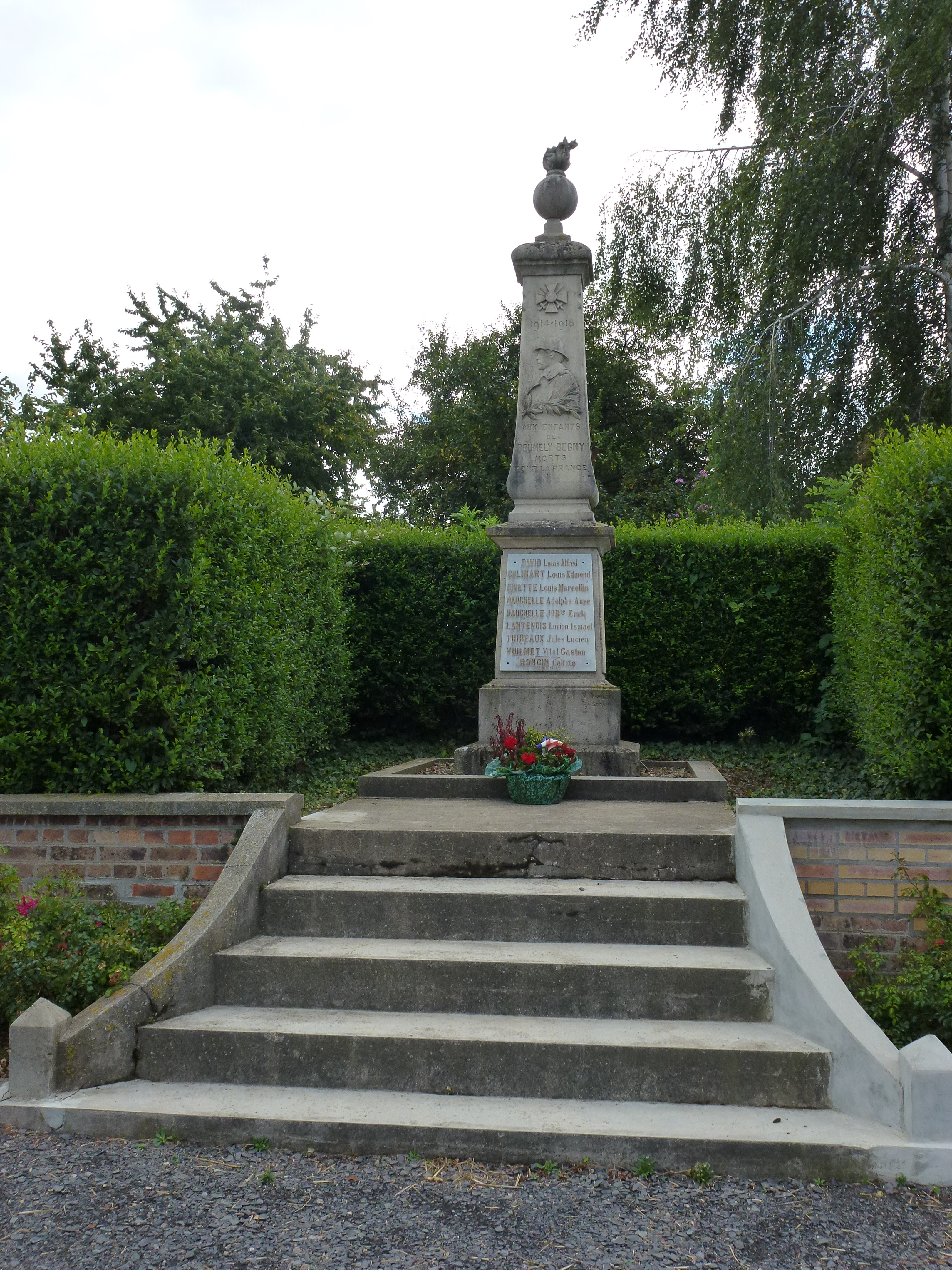
Oorlogsmonument

Antheny · Aouste · Aubigny-les-Pothées · Auboncourt-Vauzelles · Barbaise · Blanchefosse-et-Bay · Bossus-lès-Rumigny · Cernion · Champlin · Chappes · Chaumont-Porcien · Chesnois-Auboncourt · Clavy-Warby · Dommery · Doumely-Bégny · Draize · L'Échelle · Estrebay · Faissault · Faux · La Férée · Flaignes-Havys · Fraillicourt · Le Fréty · Girondelle · Givron · Grandchamp · Gruyères · Hagnicourt · Hannappes · Jandun · Justine-Herbigny · Lalobbe · Launois-sur-Vence · Lépron-les-Vallées · Liart · Logny-Bogny · Lucquy · Maranwez · Marby · Marlemont · Mesmont · Montmeillant · Neufmaison · La Neuville-lès-Wasigny · Neuvizy · Novion-Porcien · Prez · Puiseux · Raillicourt · Remaucourt · Renneville · Rocquigny · La Romagne · Rouvroy-sur-Audry · Rubigny · Rumigny · Saint-Jean-aux-Bois · Saulces-Monclin · Sery · Signy-l'Abbaye · Sorcy-Bauthémont · Thin-le-Moutier · Vaux-lès-Rubigny · Vaux-Montreuil · Vaux-Villaine · Viel-Saint-Remy · Villers-le-Tourneur · Wagnon · Wasigny · Wignicourt